# День Фику
День Фику (порт. Dia do Fico от порт. (Eu) fico — «я остаюсь») — одна из знаменательных дат в истории Бразилии. В этот день 9 января 1822 года португальский регент дон Педру I не подчинился указу португальских кортесов, призывавших его вернуться на родину в Португалию, и произнёс знаменитую фразу: 

«Если это пойдёт на благо всей нации, то я готов! Скажите народу, что я остаюсь!»
 («Se é para o bem de todos e felicidade geral da Nação, estou pronto! Digam ao povo que fico!»)
.

## Предпосылки
Незадолго до этого, в сентябре 1821 года Ассамблея Португалии лишила Бразилию её привилегированного статуса и все правительственные учреждения были ликвидированы. Но привыкшие к статусу метрополии за 14 лет, многие бразильцы начали борьбу за независимость. В колонии нарастало напряжение. и снова вернуть Бразилии статус колонии. В ответ стране возникло два крупных политических течения: сепаратистски настроенная Бразильская партия и унионистско-лоялистская Португальская партия, которую поддерживали некоторые консервативные военные и коммерсанты, а также чиновники из Португалии. 7 сентября 1822 года Бразилия провозгласила независимость. Так на карте появилась Бразильская империя. Педру стал первым императором.
Статья создана по материалам португалоязычной версии данной статьи.